# Cadillac Aurora
Der Cadillac Aurora war ein Konzeptfahrzeug, das die Cadillac-Division von General Motors auf der Chicago Auto Show 1990 vorstellte.
Die viertürige Limousine in sehr gerundetem Design besaß eine konsequente Keilform. Das Gitterdesign des Kühlergrills wiederholte sich am Heckblech mit den eingesetzten Rückleuchten.
Angetrieben wurde der Wagen vom quer eingebauten 4,5-l-V8-Motor des Allanté mit 200 hp (149 kW) maximaler Leistung. Die Motorleistung wurde über ein vierstufiges Automatikgetriebe an alle vier Räder weitergeleitet. Der Wagen besaß ein Glasdach mit einstellbarer Tönung.
Dieses Fahrzeug wurde bei Cadillac nie in Serie gefertigt, aber technisch gesehen war es ein früher Entwurf vom Oldsmobile Aurora.
Das Design des Fahrzeugs wurde teilweise in Serie umgesetzt, beim Opel Omega B.
Das Fahrzeug ist in einer Szene im Spielfilm Demolition Man zu sehen.